# جايمي إيما
جايمي إيما (بالإسبانية: Jaime Emma)‏ هو صحفي ومحامي أرجنتيني، ولد في 17 يناير 1938، وتوفي في 9 يناير 2005.

## وصلات خارجية
- جايمي إيما على موقع مباريات الشطرنج (الإنجليزية)
- جايمي إيما على موقع 365Chess.com (الإنجليزية)
- جايمي إيما على موقع Chesstempo.com (الإنجليزية)
- جايمي إيما سجل أولمبياد الشطرنج على موقع OlimpBase.org (الإنجليزية)